# Вибори до Європейського парламенту в Словаччині 2014
Вибори до Європейського парламенту відбулися 24 травня 2014 року в Словаччині. Це були треті європейські вибори, що відбулися в Словаччині.
Тринадцять депутатів Європарламенту були обрані зі Словаччини, використовуючи систему пропорційних списків, приєднались до інших кандидатів, обраних як частина ширших виборів до Європейського парламенту у 2014 році.
Словацьке відомство зі статистики обіцяло «швидку обробку проміжних результатів» через нову систему електронного підрахунку.
Явка, що складала 13% зареєстрованих виборців, була найнижчою в ЄС.

## Результати
| ← 2009 2014 2019 →                                                   |                                                |                                      |                                      |           |        |        |         |     |
| Національна партія                                                   | Національна партія                             | Європейська партія                   | Головний кандидат                    | Голоси    | %      | +/–    | Місця   | +/– |
|                                                                      | Курс — соціальна демократія (SMER)             | ПЄС                                  | Марош Шефчович                       | 135,089   | 24.09  | 7.92 ▼ | 4 / 13  | 1 ▼ |
|                                                                      | Християнсько-демократичний рух (KDH)           | ЄНП                                  | Анна Заборська                       | 74,108    | 13.21  | 2.34 ▲ | 2 / 13  | 0 ▬ |
|                                                                      | СДХС - ДП (SDKÚ–DS)                            | ЄНП                                  | Іван Штефанець                       | 43,467    | 7.75   | 9.24 ▼ | 2 / 13  | 0 ▬ |
|                                                                      | Звичайні люди та незалежні особистості (OĽaNO) | -                                    | Йозеф Віскупич                       | 41,829    | 7.46   | new    | 1 / 13  | 1 ▲ |
|                                                                      | НОВА (NOVA) + КДС (KDS) + ГКП (OKS)            | АКРЄ                                 | Йозеф Коллар                         | 38,316    | 6.83   | 4.73 ▲ | 1 / 13  | 1 ▲ |
|                                                                      | Свобода і солідарність (SaS)                   | АЛДЄ                                 | Ян Оравець                           | 37,376    | 6.66   | 1.95 ▲ | 1 / 13  | 1 ▲ |
|                                                                      | Партія угорської спільноти (SMK–MKP)           | ЄНП                                  | Пал Чаки                             | 36,629    | 6.53   | 4.80 ▼ | 1 / 13  | 1 ▼ |
|                                                                      | Міст-Гід (Most)                                | ЄНП                                  | Жолт Сімон                           | 32,708    | 5.83   | new    | 1 / 13  | 1 ▲ |
| Дійсні голоси                                                        | Дійсні голоси                                  | Дійсні голоси                        | Дійсні голоси                        | 560,603   | 97.34  |        |         |     |
| Недійсні голоси                                                      | Недійсні голоси                                | Недійсні голоси                      | Недійсні голоси                      | 15,834    | 3.66   |        |         |     |
| Разом                                                                | Разом                                          | Разом                                | Разом                                | 576,437   | 100.00 | —      | 13 / 13 | 0 ▬ |
| Виборці, що можут голосувати та явка                                 | Виборці, що можут голосувати та явка           | Виборці, що можут голосувати та явка | Виборці, що можут голосувати та явка | 4,414,433 | 13.05  | 7.59 ▼ |         |     |
| Джерело: Statistics.sk [Архівовано 23 січня 2017 у Wayback Machine.] |                                                |                                      |                                      |           |        |        |         |     |